# Europahaus (Worms)

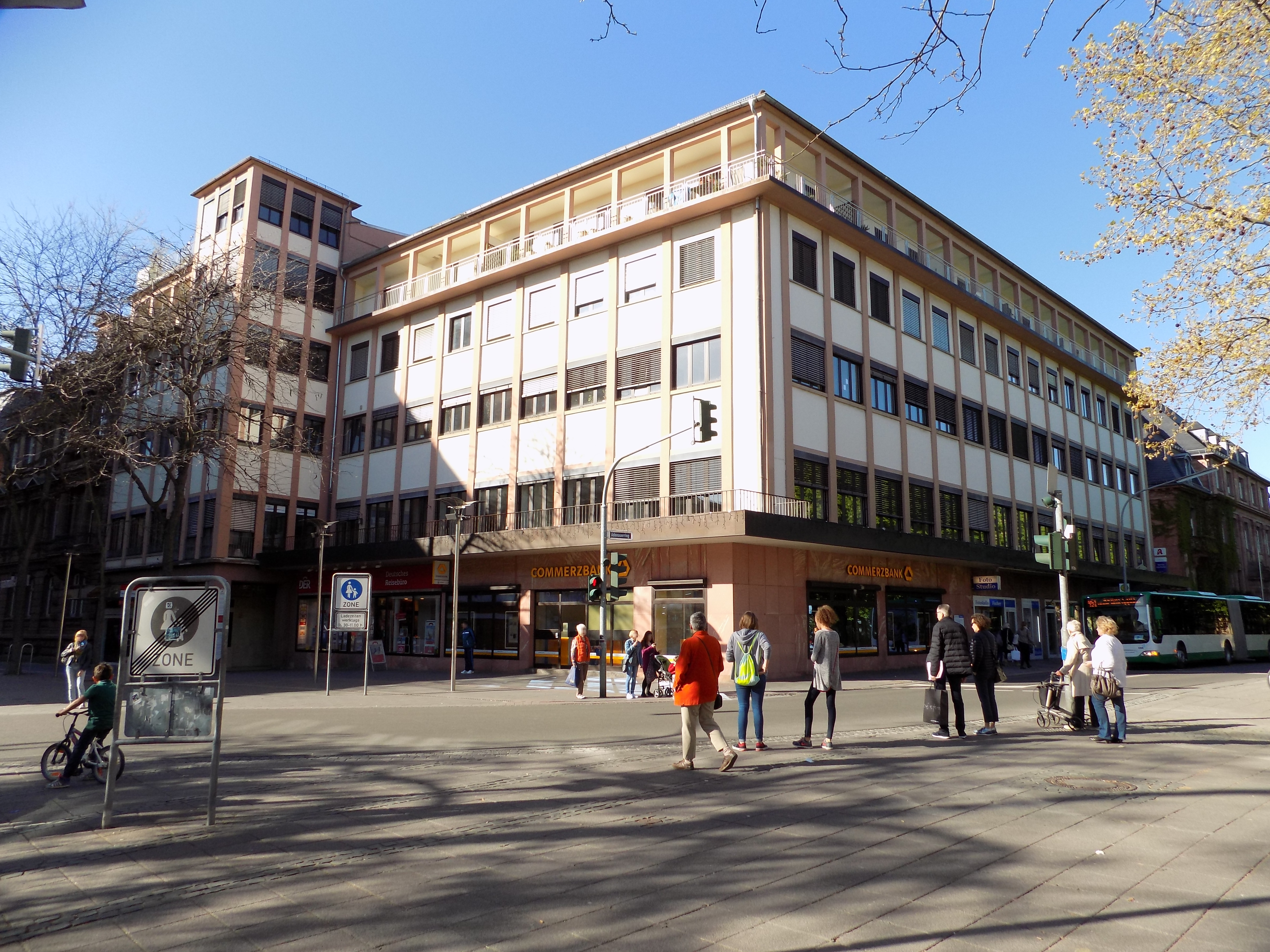
Europahaus in Worms

Das denkmalgeschützte Europahaus steht in der Wilhelm-Leuschner-Straße 2 in der rheinland-pfälzischen Stadt Worms.
Der von den Wormser Architekten Liselotte Blank und Heiner Saxer geplante und 1956 fertiggestellte fünfgeschossige Putzbau mit sechsgeschossigem angebauten Turm steht stadtbildprägend am Eingang der westlichen Hälfte der Fußgängerzone. Bis in die 1980er Jahre war im Untergeschoss das Lichtspielhaus „Europa-Kino“ beheimatet.
Das Gebäude wird als Büro-, Wohn- und Geschäftshaus genutzt.